# Charles Warren Eaton
Charles Warren Eaton (1857–1937) fue un pìntor estadounidense más conocido por sus paisajes tonalistas. Se ganó el apodo de "el pintor de pinos" por sus numerosas representaciones de pinos blancos del este.

## Juventud

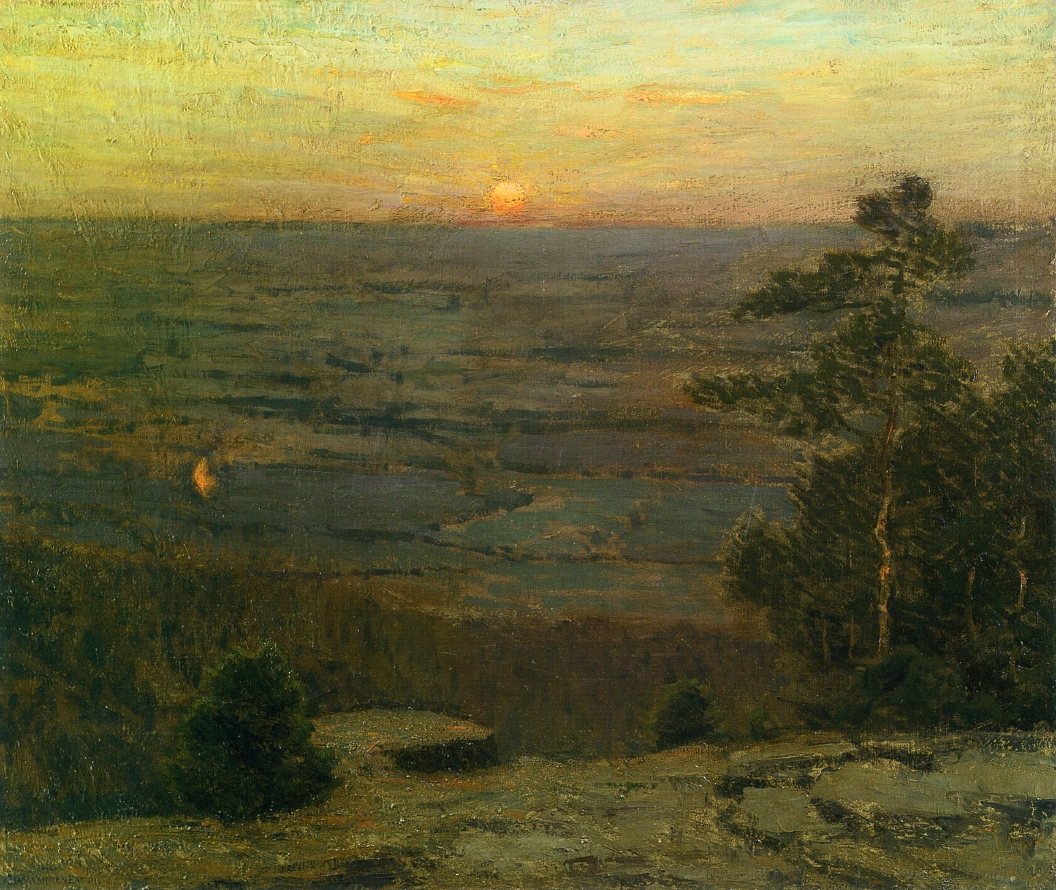
Charles Warren Eaton: Valle de Shawangunk, c. 1900

Eaton nació en Albany, Nueva York en una familia de escasos recursos. Comenzó a trabajar a los nueve años en una tienda de legumbres de Albany hasta su mayoría de edad. Cuando Eaton tenía veintidós años, la pintura amateur de un amigo despertó su interés por el arte. Se trasladó a la ciudad de Nueva York en 1879 para trabajar durante el día y asistir a clases en la Academia Nacional de Diseño y la Liga de Estudiantes de Arte por la noche. También utilizó su tiempo libre para practicar el dibujo.

## Comienzos de su carrera
La entrada de Eaton en el mundo del arte coincidió con un cambio profundo en el estilo artístico predominante en Estados Unidos. A fines de la década de 1870, el estilo muy realista y detallado de la Escuela del Río Hudson, que había dominado la escena artística estadounidense durante más de cuarenta años, estaba dando paso a un estilo mucho más suelto y melancólico que los artistas más jóvenes traían a casa desde Europa. Este nuevo estilo, que luego se conocería como tonalismo, enfatizaba los colores suaves y tendía a representar escenarios íntimos en lugar de escenas grandiosas. Eaton adoptó este nuevo estilo en Nueva York y se hizo amigo de otros dos artistas tonalistas como Leonard Ochtman y Ben Foster.

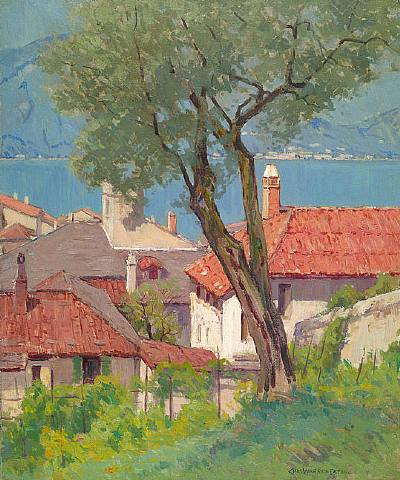
Charles Warren Eaton: Varenna (Lago de Como)

A principios de la década de 1880, Eaton comenzó a ganar reconocimiento profesional junto con sus primeras ventas. Expuso sus dos primeras pinturas en la Academia Nacional de Diseño en 1882 y continuó exhibiendo allí regularmente durante el resto de su carrera. Sus pinturas en la exposición de 1884 atrajeron una nota favorable de The New York Times. También expuso con la Sociedad de Artistas Estadounidenses recién formada en 1884 con una naturaleza muerta que es poco característica ya que Eaton pintó paisajes casi exclusivamente. En 1886 dejó su trabajo diario y dedicó todo su tiempo al arte.
Eaton tenía en alta estima la obra de Robert Swain Gifford, así como la de George Inness. Eaton e Inness trabajaron en el mismo edificio en Nueva York en 1889, e Inness se detuvo a admirar los paisajes de Eaton fuera de su estudio. Llamó a Eaton al día siguiente y compró una pintura, y los dos se hicieron amigos. Sin embargo, Eaton, que ya se había establecido como un artista de éxito, era más un admirador de Inness que un seguidor.

## Carrera media
Eaton alcanzó su madurez como artista en las décadas de 1890 y 1900 con dos temas paisajísticos distintivos. El primer tema, de estilo tonalista, eran paisajes que normalmente contenían prados, árboles y, a veces, una pequeña mancha de agua o una valla de piedra. El estado de ánimo general en estas pinturas era de intimidad. El segundo tema, de forma más majestuosa, era un paisaje con un grupo de pinos altos, a menudo iluminado por detrás con el resplandor del sol poniente. Desarrolló este segundo tema en alguna de sus obras más grandes, y tuvo tanto éxito con ellas que se hizo conocido como "el pintor de pinos". Eaton casi nunca incluyó figuras humanas o animales en sus paisajes.
Eaton trabajó principalmente en óleo y acuarela. Fue miembro fundador de la American Watercolour Society. Expuso en la conocida Macbeth Gallery de Nueva York durante más de treinta años, en París de la mano del famoso marchante Paul Durand-Ruel y en importantes exposiciones internacionales. También formó parte de numerosos jurados de exposiciones. Por razones que no están claras pero posiblemente de naturaleza política, Eaton nunca obtuvo la membresía de pleno derecho en la Academia Nacional (aunque fue elegido miembro de la Academia como Académico Asociado en 1901) ni tampoco en la Sociedad de Artistas Estadounidenses.

## Carrera tardía
A pesar de su éxito en el tonalismo, Eaton descartó gradualmente el estilo tonalista sombrío y comenzó a pintar con colores más brillantes, especialmente después de 1910, aunque nunca un verdadero impresionista. Muchas obras de su carrera posterior representan escenas europeas, donde Eaton viajaba regularmente. En particular, prefirió el campo alrededor de Brujas, así como el lago de Como en Italia, que pintó con una paleta particularmente brillante.
En la década de 1920, la producción y la creatividad de Eaton se habían desvanecido. La Gran Depresión acabó con el mercado del arte y las ventas de Eaton se agotaron. Se trasladó a Bloomfield, Nueva Jersey en la década de 1880 y vivió un retiro tranquilo con su hermana y su sobrina antes de su muerte en 1937. Lo enterraron en el cementerio de Bloomfield.
Sus obras, como muchas de los artistas de su generación, fueron casi olvidadas durante décadas hasta que resurgió el interés a finales del siglo XX.

## Galería

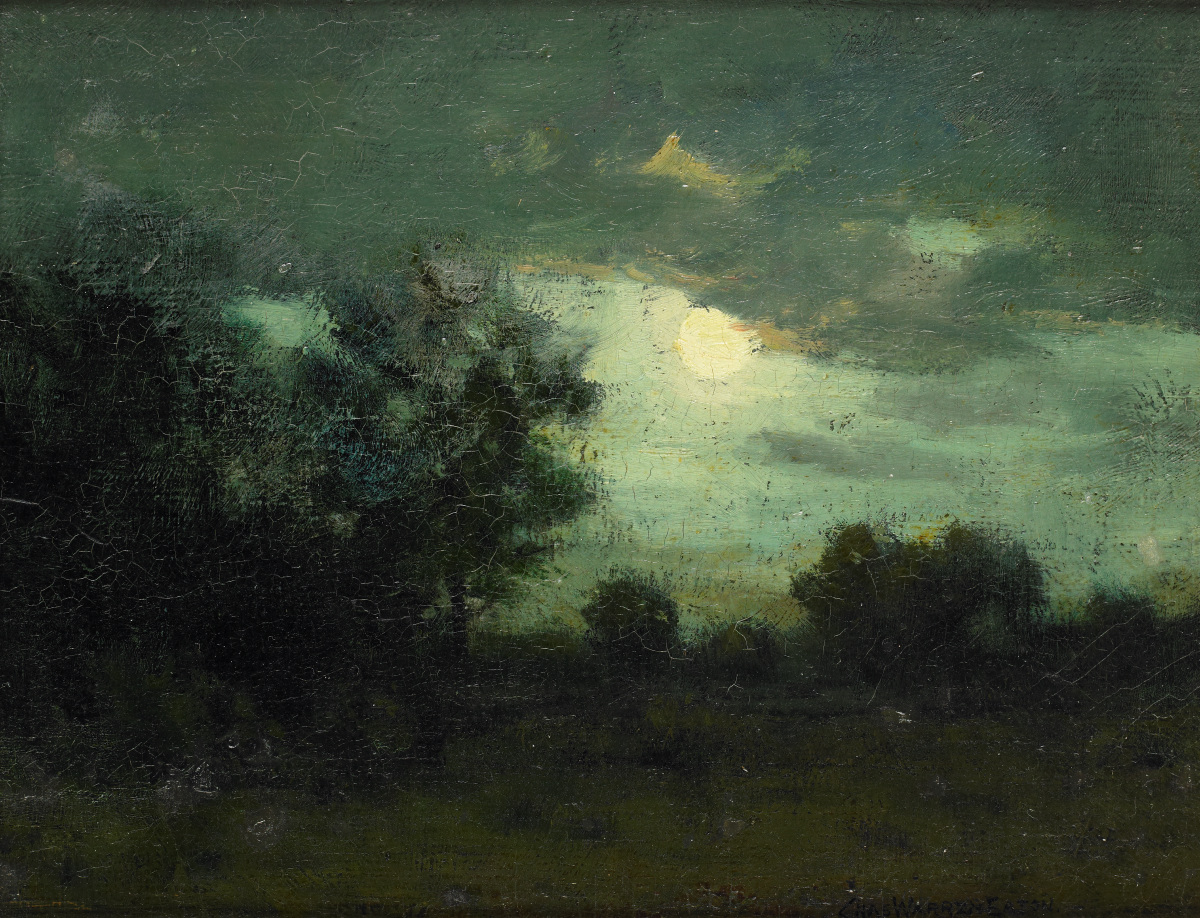
Moon over the Forest by Charles Warren Eaton
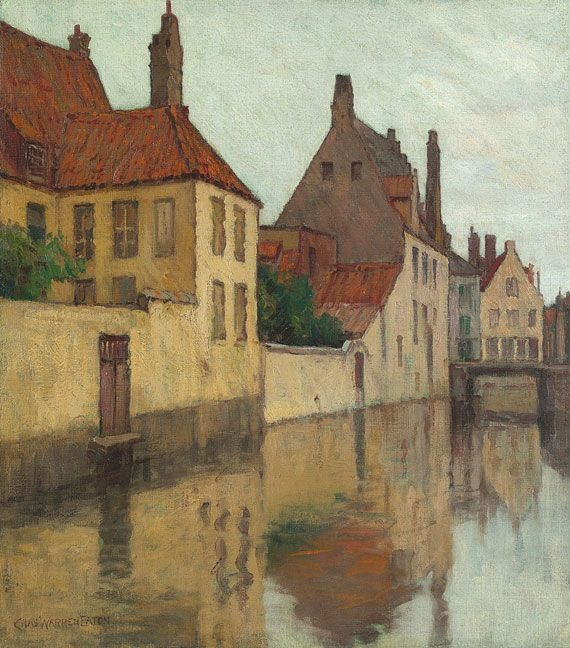
Charles Warren Eaton, Brujas
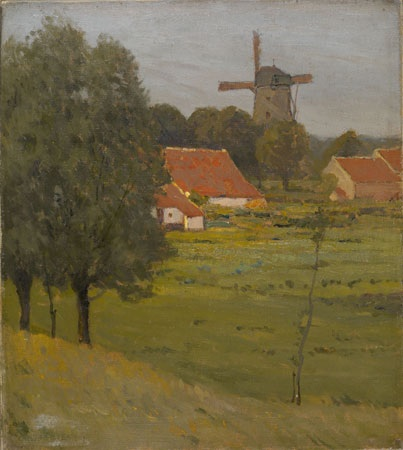
Charles Warren Eaton, Sluis
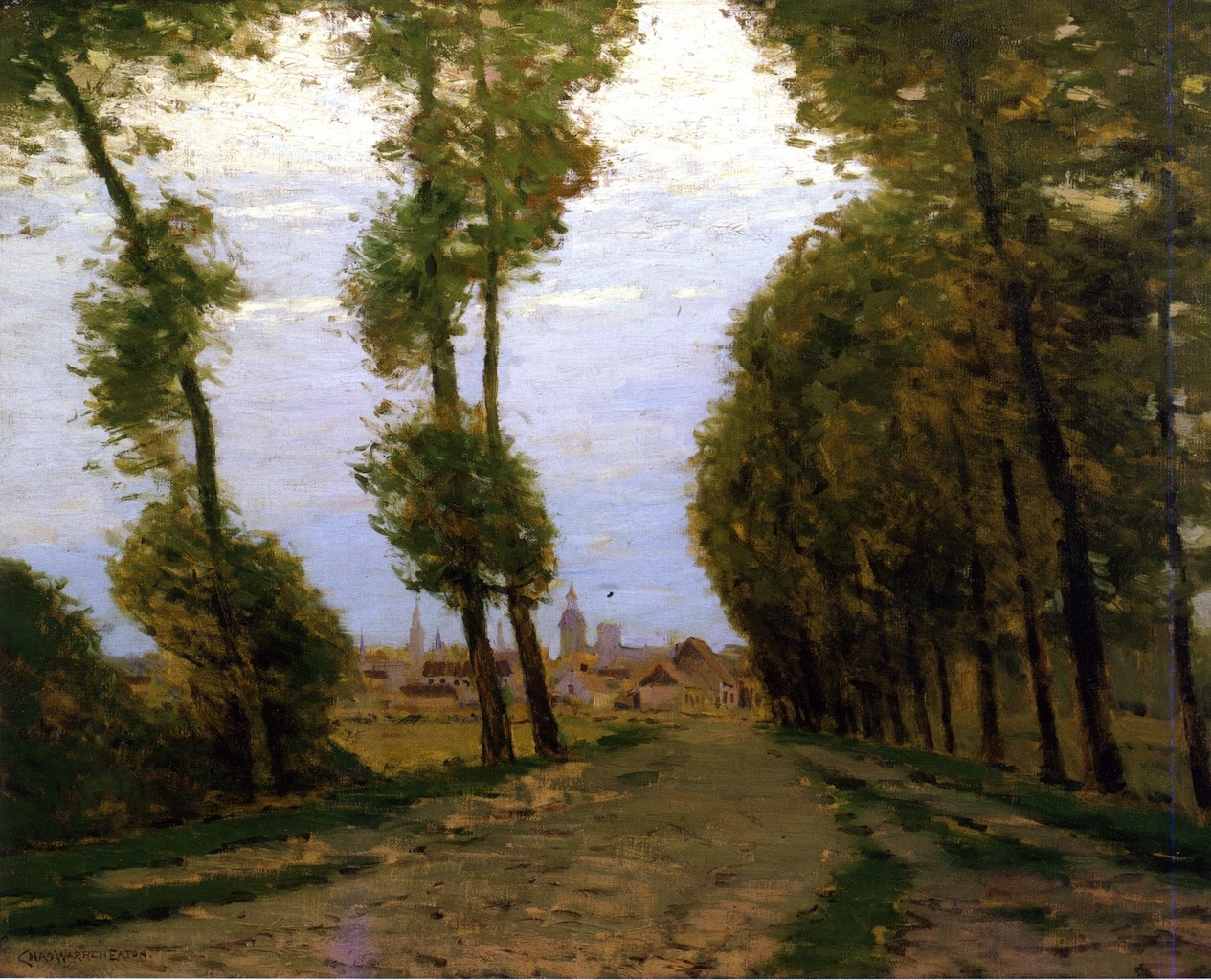
Charles Warren Eaton, Outskirts of Bruges
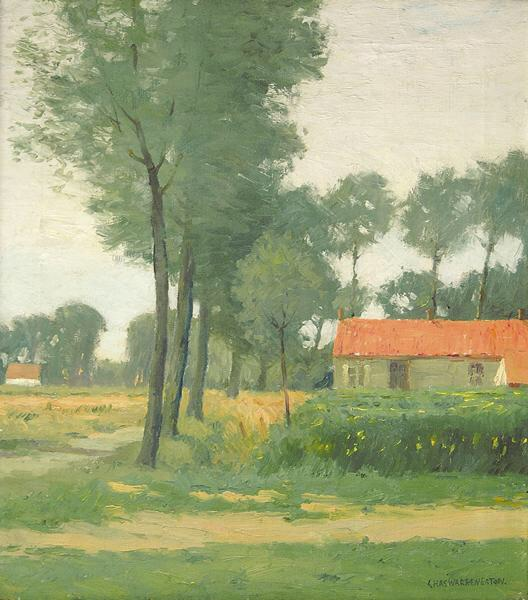
Charles Warren Eaton, Farm in Belgium
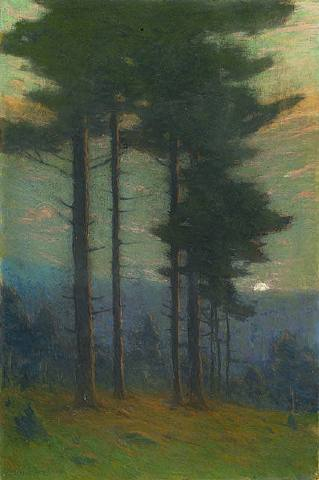
Charles Warren Eaton Twilight
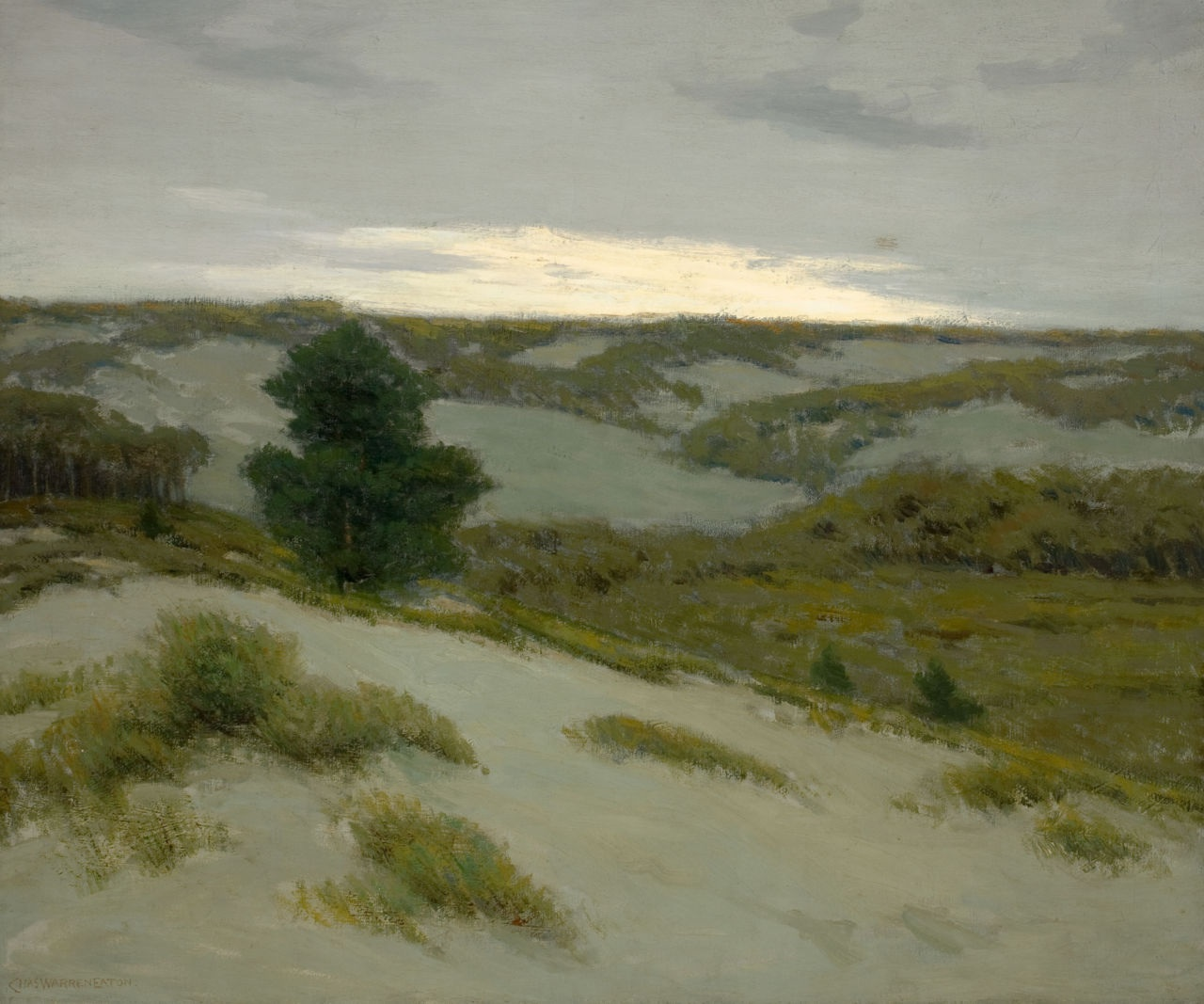
Charles Warren Eaton, The gray dunes, Belgium
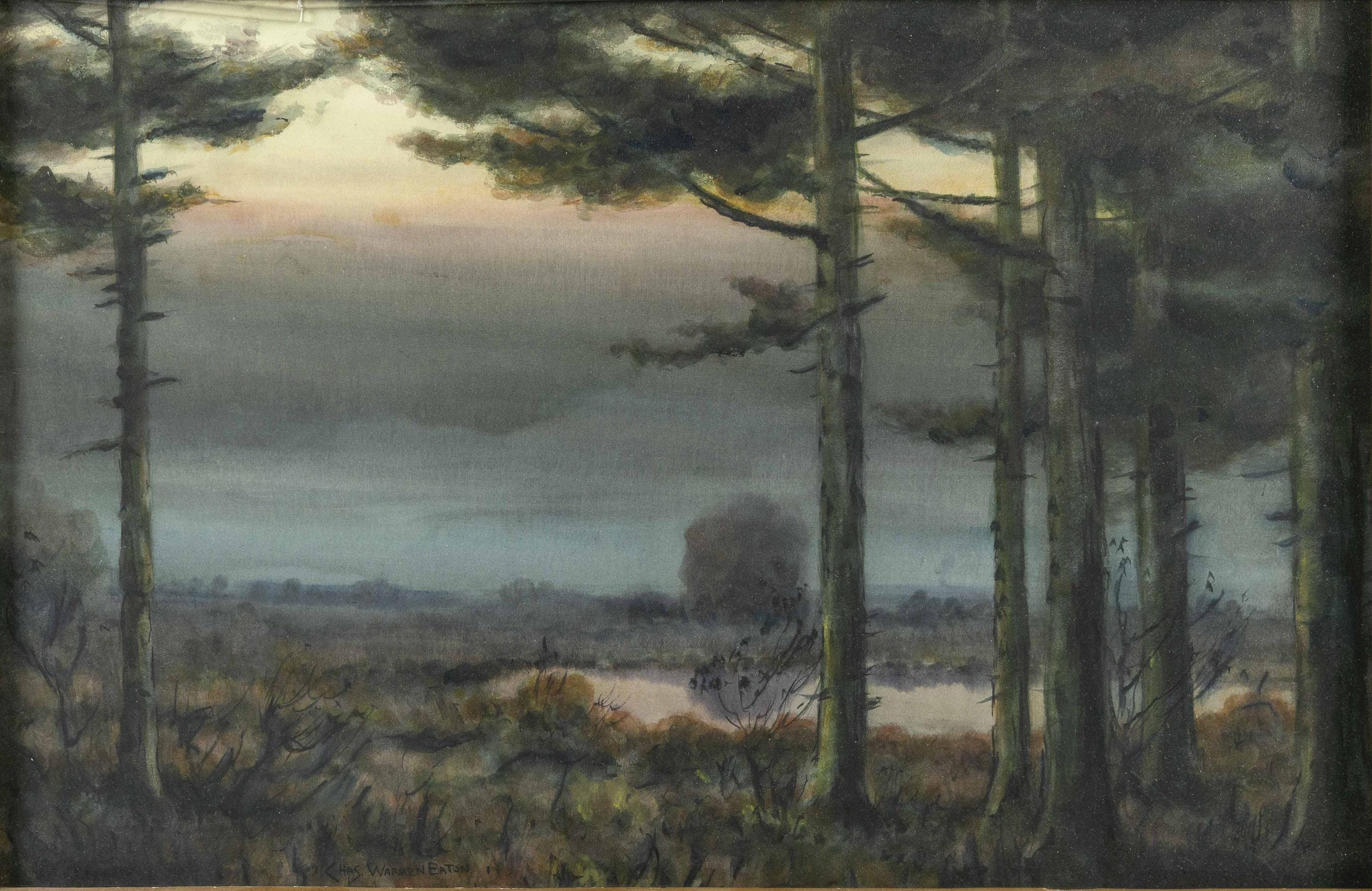
Twilight in the Forest by Charles Warren Eaton, watercolor
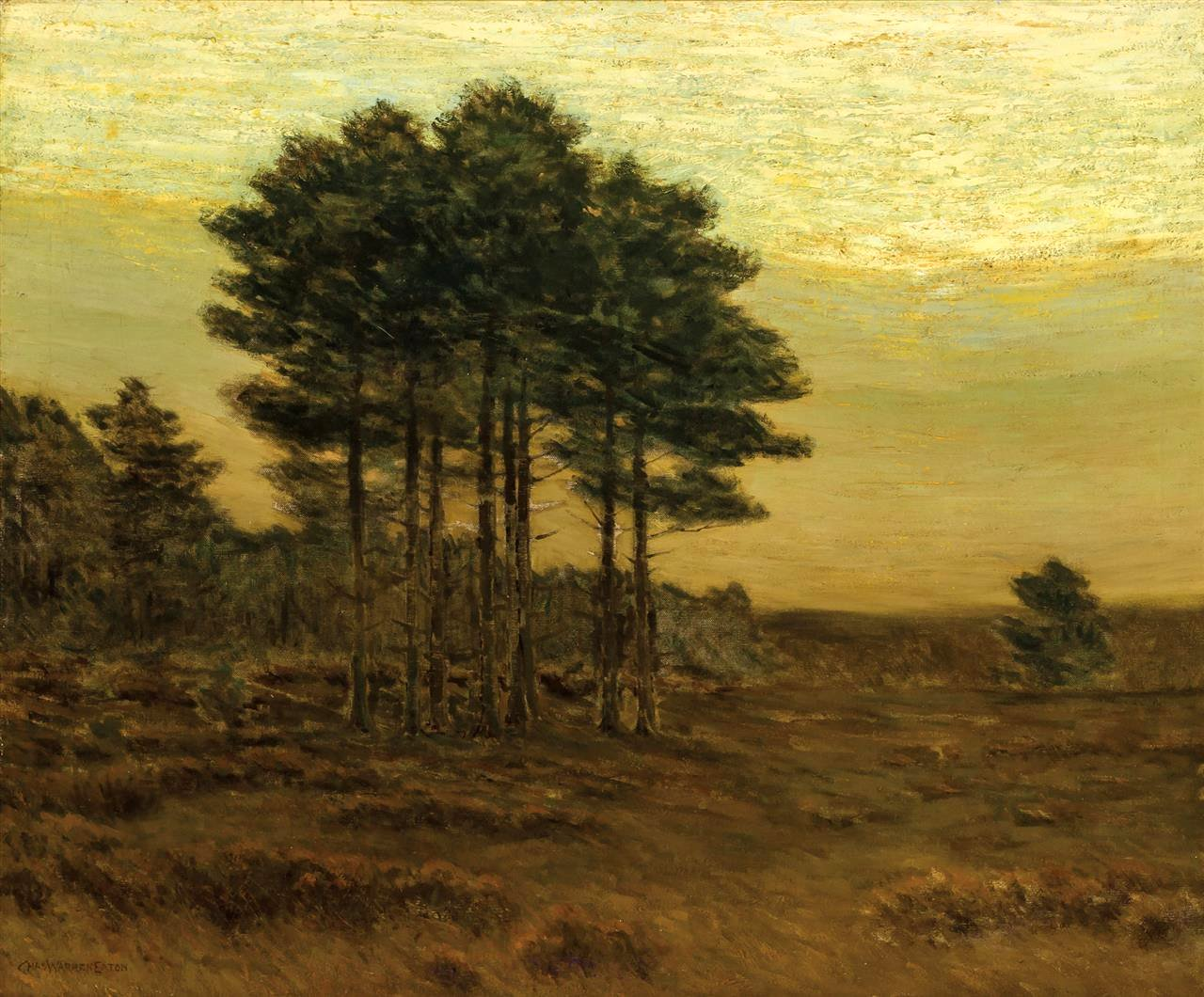
November by Charles Warren Eaton
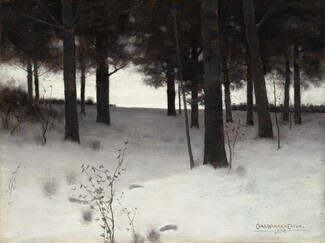
Charles Warren Eaton - Woods in Winter - National Gallery of Art
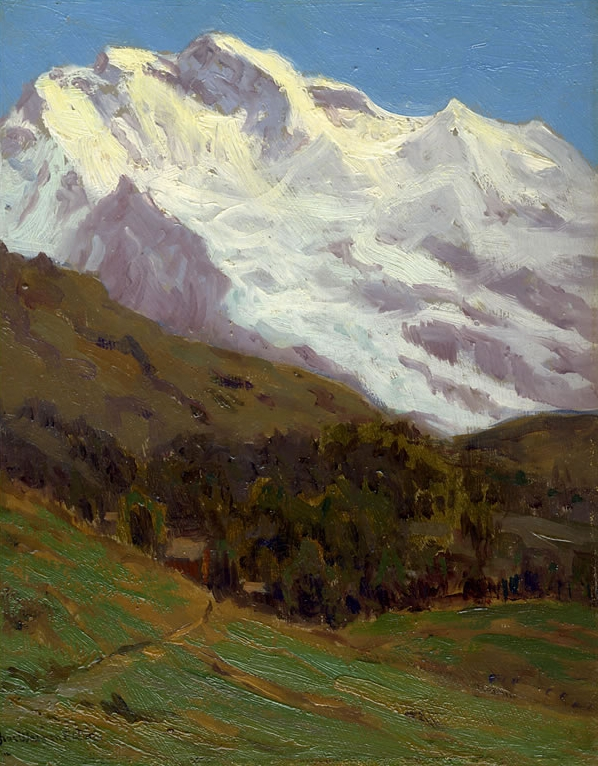
Charles Warren Eaton The Jungfrau
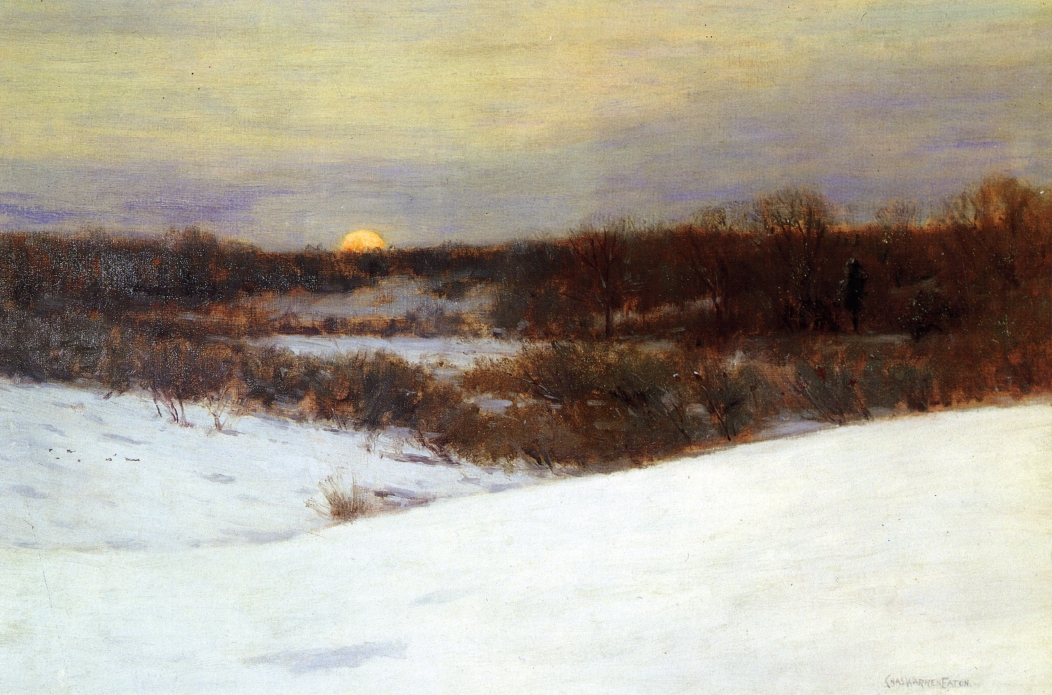
Charles Warren Eaton - Winter Sunrise
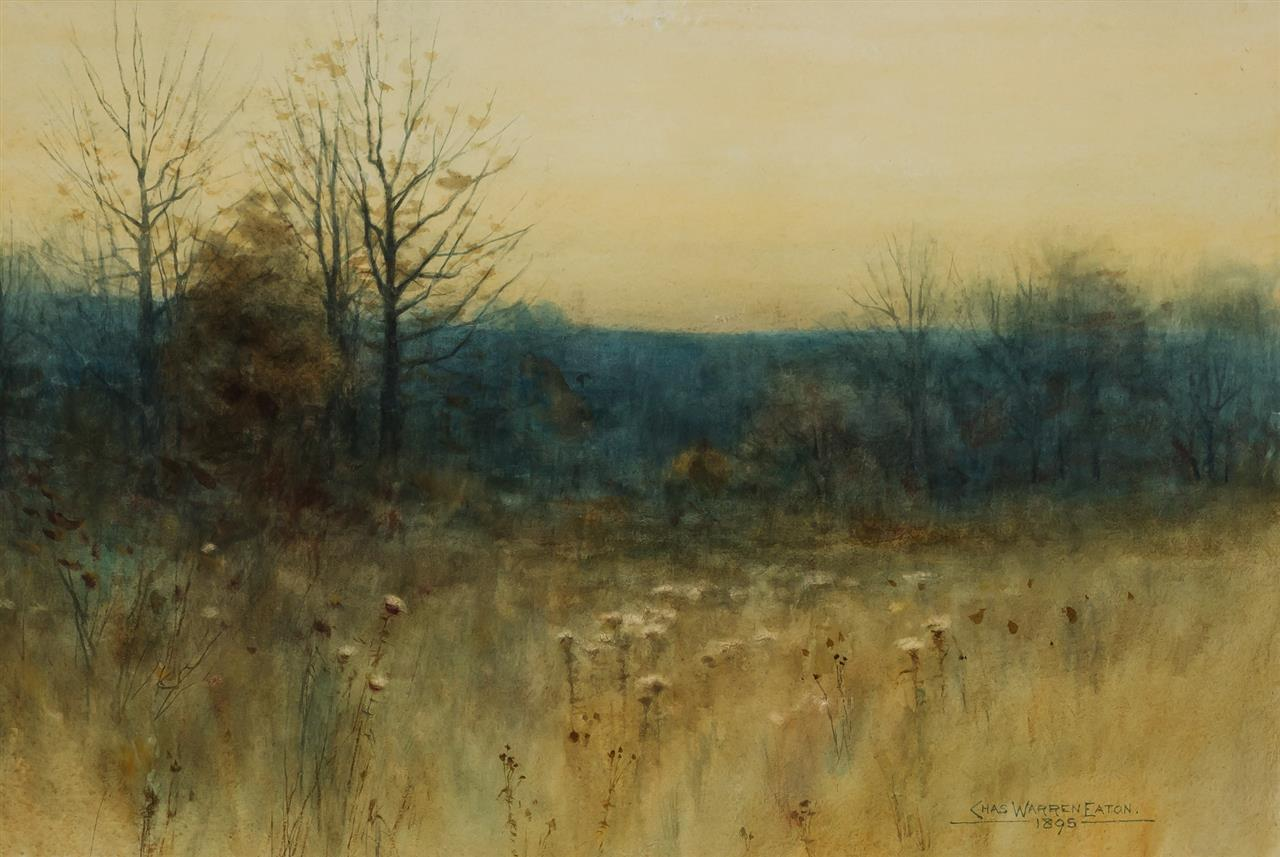
Queen Anne's Lace at Sunset by Charles Warren Eaton, watercolor